# Lycenchelys volki
 Lycenchelys volki és una espècie de peix de la família dels zoàrcids i de l'ordre dels perciformes.

## Morfologia
- Els mascles poden assolir 20,5 cm de longitud total.[4][5]

## Hàbitat
És un peix marí i d'aigües profundes que viu fins als 3.940 m de fondària.

## Distribució geogràfica
Es troba al Pacífic nord: l'oest del Mar de Bering.

## Observacions
És inofensiu per als humans.